# Edgar Reinhardt
Edgar Reinhardt (Mülheim an der Ruhr, 21 maggio 1914 – Città del Capo, 11 gennaio 1985) è stato un pallamanista tedesco.

## Palmarès

### Olimpiadi
- Oro a Berlino 1936 nella pallamano.